# 下沼郷
下沼郷（しもぬのさと）は尾張国丹羽郡の郷の一つであり、現在の愛知県江南市北東部から丹羽郡扶桑町北東部に跨る範囲にあった。

## 起源
『本国神明帳』によれば、「丹羽郡に楉野天神があり、「楉」は木の細枝のこと、楉野は下沼（しもつぬ）で、呼び名が相通じている。今は下野村宮地にあって、下埜（げそんど）明神といい、また、下野明神といっているのが、この名の起こりである。」と書かれている。

## 地域
下沼郷の地域については、『尾張志』に「上沼、下沼は後世上野・下野にあたると説けど、上沼と上野は一地にあらず、下沼上野は同所ならん、高雄とは旧庄号なるを、今村名に転じ、上野・下野・木津之に属す。」とある。また『日本国誌資料叢書』尾張の項に記されるところによると、扶桑町の北東部から江南市の北東部にかけての地域を郷域としている。

## 参考資料
- 扶桑町教育委員会、扶桑町史編集委員会『扶桑町史 上』扶桑町、1998年。